# Mobilitat elèctrica
|  | Per a altres significats, vegeu «Vehicle elèctric». |

La mobilitat elèctrica és la capacitat que tenen les partícules carregades de moure's a través d'un medi en resposta a un camp elèctric que les empeny. La separació d'ions en funció de la seva mobilitat en fase gasosa s'anomena espectrometria de mobilitat iònica, i en fase líquida s'anomena electroforesi.

## Teoria
Quan a una partícula carregada en un gas o líquid se li aplica un camp elèctric, aquesta s'accelerarà fins que assoleixi una velocitat de deriva constant tal que

{\displaystyle v_{\text{d}}=\mu E,}

on
- {\displaystyle v_{\text{d}}} és la velocitat de deriva (unitats del SI: m s−1),
- {\displaystyle E} és la magnitud del camp elèctric aplicat (V m−1),
- {\displaystyle \mu } és la mobilitat (m² V−1 s−1).

En altres paraules, la mobilitat elèctrica de la partícula es defineix com la relació entre la velocitat de deriva i la magnitud del camp elèctric:

{\displaystyle \mu ={\frac {v_{\text{d}}}{E}}.}

Per exemple, la mobilitat de l'ió sodi (Na+) en aigua a 25 °C és 5,19×10−8 m² V−1 s−1. Això significa que un ió sodi en un camp elèctric d'1 V m−1 tindria una velocitat de deriva mitjana de 5,19×10−8 m s−1. Aquests valors es poden obtenir a partir de mesures de la conductivitat molar de la solució.
La mobilitat elèctrica és proporcional a la càrrega neta de la partícula. Aquesta fou la base de la demostració de Robert Millikan on les càrregues elèctriques tenen lloc en unitats discretes, on la magnitud és la càrrega de l'electró.
La mobilitat elèctrica també és inversament proporcional al radi de Stokes {\displaystyle a} de l'ió, que és el radi efectiu de l'ió en moviment, incloent-hi qualsevol molècula de dissolvent que es mogui amb aquest. Això és degut al fet que l'ió solvatat, que es desplaça a velocitat de deriva constant, pateix dues forces de mateix mòdul i sentits oposats: una força elèctrica {\displaystyle F_{\rm {e}}=zeE} i una força de fricció {\displaystyle F_{\rm {frict}}=\mu v_{\rm {d}}=6\pi \eta av_{\rm {d}}}, on {\displaystyle \mu } és el coeficient de fricció i {\displaystyle \eta } és la viscositat de la solució. Per a diferents ions amb la mateixa càrrega neta, com per exemple Li+, Na+ i K+, les forces elèctriques són iguals, de manera que la velocitat de deriva i la mobilitat són inversament proporcionals al radi {\displaystyle a}. De fet, les mesures de conductivitat mostren que la mobilitat iònica augmenta de Li+ a Cs+. Això és contrari a l'ordre dels radis iònics per a cristalls i mostra que en solució aquosa el ions més petits (Li+) s'hidraten més que els grans (Cs+).

## Mobilitat en fase gasosa
La mobilitat es defineix per a qualsevol espècie en fase gasosa, i s'expressa com

{\displaystyle \mu ={\frac {q}{m\nu _{\text{m}}}},}

on
- {\displaystyle q} és la càrrega de l'espècie,
- {\displaystyle \nu _{\text{m}}} és la freqüència de col·lisió de transferència de moment,
- {\displaystyle m} és la massa.

La mobilitat està relacionada amb el coeficient de difusió {\displaystyle D} de l'espècie mitjançant una equació exacta (termodinàmicament requerida) coneguda com la relació d'Einstein:

{\displaystyle \mu ={\frac {q}{kT}}D,}

on
- {\displaystyle k} és la constant de Boltzmann,
- {\displaystyle T} és la temperatura del gas,
- {\displaystyle D} és el coeficient de difusió.

Si es defineix el recorregut lliure mitjà en termes de transferència de moment, s'obté el coeficient de difusió

{\displaystyle D={\frac {\pi }{8}}\lambda ^{2}\nu _{\text{m}}}.

Però tant el recorregut lliure mitjà de transferència de moment com la freqüència de col·lisió de transferència de moment són difícils de calcular, podent-se definir altres recorreguts lliures. En fase gasosa, {\displaystyle \lambda } se sol definir com el recorregut lliure mitjà de difusió, suposant que una simple relació aproximada és exacta: 

{\displaystyle D={\frac {1}{2}}\lambda v,}

on {\displaystyle v} és la velocitat mitjana quadràtica de les molècules del gas:

{\displaystyle v={\sqrt {\frac {3kT}{m}}},}

on {\displaystyle m} és la massa de les espècies que difonen. Aquesta equació aproximada es converteix en exacta quan s'usa per a definir el recorregut lliure mitjà de difusió.

## Aplicacions
La mobilitat elèctrica és la base de la precipitació electroestàtica, utilitzada per a treure partícules presents en gasos de combustió a escala industrial. Les partícules es carreguen exposant-les a ions provinents d'una descàrrega elèctrica en presència d'un camp fort. Les partícules adquireixen mobilitat elèctrica i són desplaçades pel camp fins a un elèctrode recol·lector.
Existeixen instruments que seleccionen partícules amb un estret interval de mobilitat elèctrica, o partícules amb una mobilitat elèctrica superior al valor predefinit. Als primers generalment se’ls anomena analitzadors diferencials de mobilitat. La mobilitat seleccionada habitualment s'identifica amb el diàmetre d'una única partícula esfèrica carregada, sent el diàmetre de mobilitat esfèrica una característica de la partícula, independentment de si aquesta és esfèrica.
El moviment de partícules de la mobilitat seleccionada a través d'un detector, com per exemple un comptador de partícules de condensació, permet la mesura de la concentració de partícules amb la mobilitat seleccionada. La variació de la mobilitat seleccionada amb el pas del temps permet obtenir dades que relacionen la mobilitat i la concentració.